# Stiria sisaya
Stiria sisaya là một loài bướm đêm trong họ Noctuidae.